# Kick boxing
El kickboxing (en japonés キックボクシング) es un grupo de deportes de combate de pie y una forma de boxeo, basados en patadas y puñetazos. El combate se desarrolla en un ring de boxeo, normalmente con guantes de boxeo, protectores bucales, pantalones cortos y pies descalzos para favorecer el uso de patadas. El kickboxing se practica para la defensa personal, la aptitud general o como deporte de contacto. Algunos estilos de kickboxing incluyen kickboxing japonés, kickboxing francés, kickboxing chino, kickboxing tailandés y kickboxing estadounidense.
Aunque desde los albores de la humanidad las personas se han enfrentado en combate cuerpo a cuerpo, la primera documentación sobre el uso de patadas y puñetazos en el combate deportivo proviene de antigua Grecia y la antigua India. Sin embargo, el término kickboxing se originó en Japón, en la década de 1960, y se desarrolló a finales de la década de 1950 a partir del karate mezclado con el boxeo, con taekwondo, muay thai y savate también teniendo cierta influencia,  con competiciones celebradas desde entonces. El kickboxing estadounidense se originó en la década de 1970 y se destacó en septiembre de 1974, cuando la Asociación Profesional de Karate (PKA) celebró el primer Campeonato Mundial. Históricamente, el kickboxing puede considerarse un arte marcial híbrido formado a partir de la combinación de elementos de varios estilos tradicionales. Este enfoque se hizo cada vez más popular desde la década de 1970, y desde la década de 1990, el kickboxing ha contribuido a la aparición de las artes marciales mixtas a través de una mayor hibridación con técnicas de lucha terrestre del jiu-jitsu brasileño y la lucha popular.
El Comité Olímpico Internacional reconoció el 20 de julio de 2021, en su 138.ª sesión, a la WAKO como el organismo rector mundial de este deporte.

## Terminología

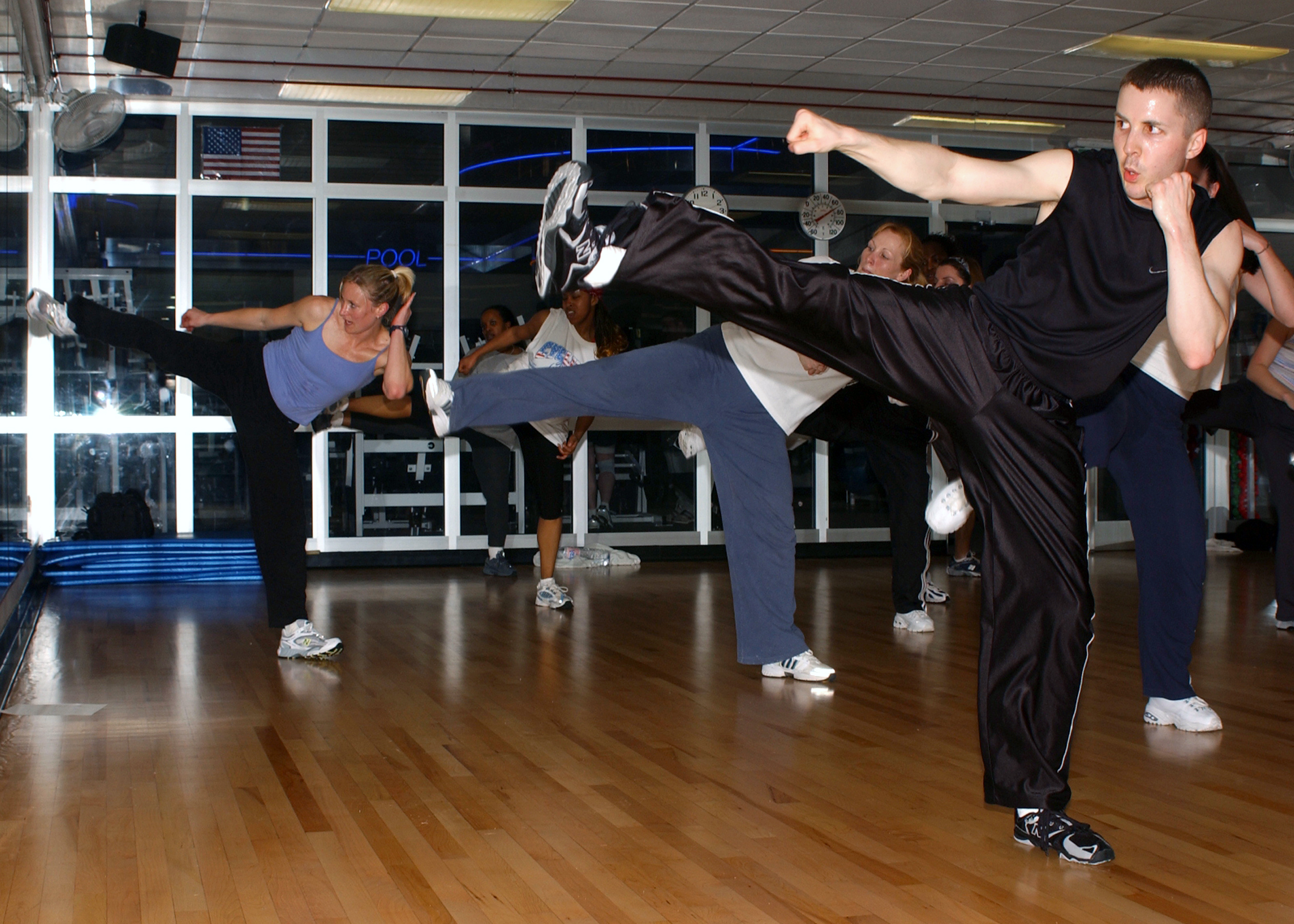
Entrenamiento de kickboxing

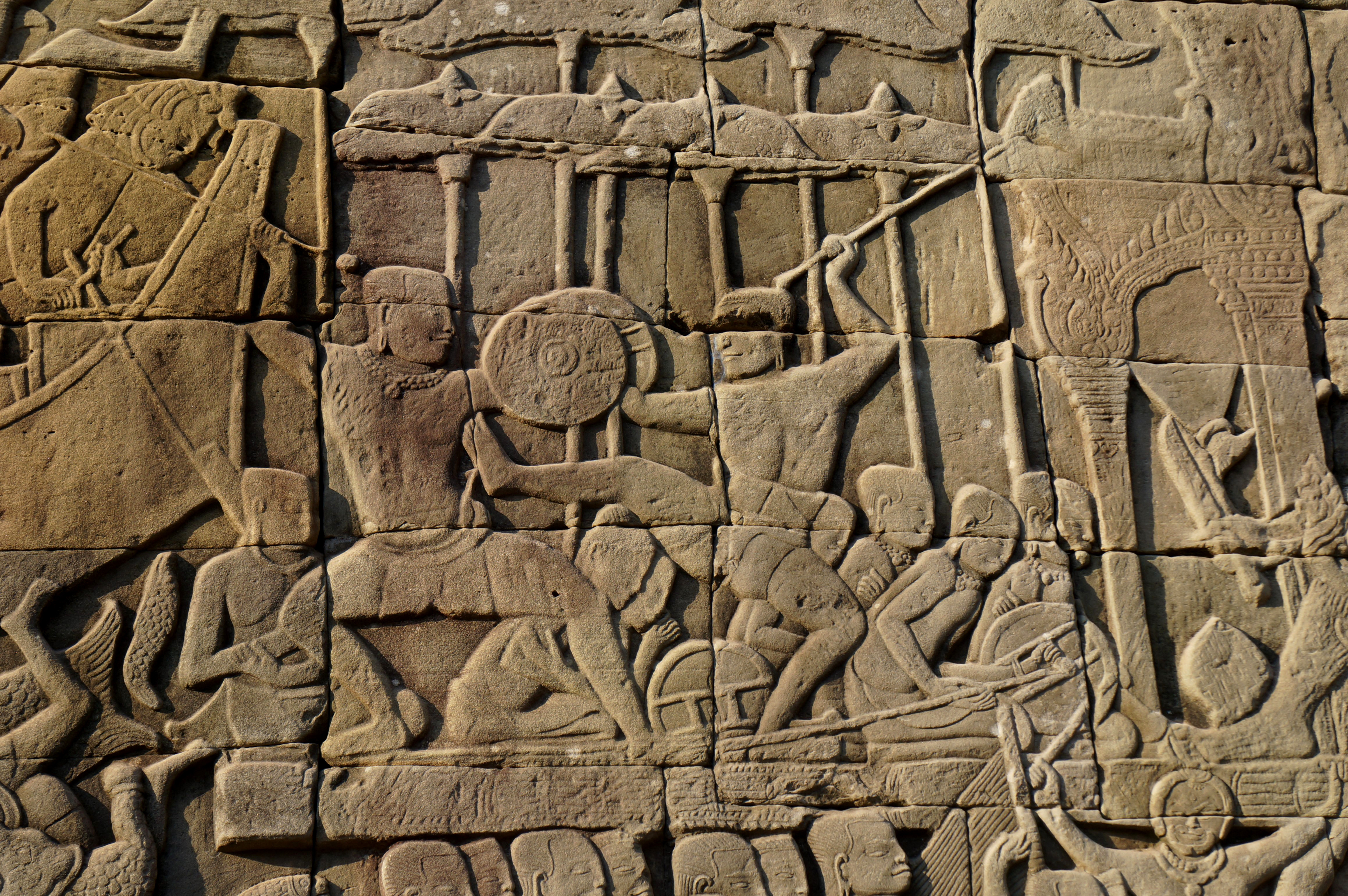
Talla de piedra camboyana de 800 años de antigüedad de una versión temprana de Pradal Serey. Ubicado en el templo de Bayon.

El término "kickboxing" (キックボクシング, kikkubokushingu) se puede usar en un sentido estrecho y amplio.
- El uso estrecho está restringido a los estilos que se autoidentifican como kickboxing, es decir, kickboxing japonés (con sus estilos o reglas derivadas como shootboxing y K-1), kickboxing holandés y kickboxing estadounidense.[15]
- En el sentido más amplio, incluye todos los deportes de combate de pie modernos que permiten tanto puñetazos como patadas, incluidos los anteriores mencionados, Muay thai, Kun Jemer, Savate, Adithada, Lethwei, Sanda y ciertos estilos de karate (especialmente karate de contacto completo, Kyokushin y derivados).[16]

El término en sí fue introducido en la década de 1960 como un anglicismo japonés por el promotor de boxeo japonés Osamu Noguchi para un arte marcial híbrido que combina Muay thai y karate que había introducido en 1958. El término fue adoptado más tarde también por la variante estadounidense. Dado que ha habido mucha fertilización cruzada entre estos estilos, con muchos practicantes entrenando o compitiendo bajo las reglas de más de un estilo, la historia de los estilos individuales no se puede ver aislada entre sí.
El término francés Boxe pieds-poings (literalmente "boxeo pies-puños") también se usa en el sentido de "kickboxing" en el significado general, incluido el boxeo francés (Savate), así como el kickboxing estadounidense, holandés y japonés, el boxeo birmano y tailandés, cualquier estilo de karate de contacto completo, etc.
Las artes etiquetadas como kickboxing en el sentido general incluyen:
- Kickboxing japonés: estilo de combate creado en Japón, y origen del término "kickboxing".
- Kickboxing estadounidense: un estilo originario de Estados Unidos.
- Kickboxing holandés: incorpora estilos de Muay thai, boxeo y estilo Kyokushin de Karate.
- Cualquier estilo de Kárate Full Contact.
- Sanda (Kickboxing chino): El componente aplicable del wushu / kung fu cuyos derribos y lanzamientos son legales en la competencia, así como en todos los demás tipos de golpes (uso de brazos y piernas).[19]
- Shootboxing: Una forma japonesa de kickboxing que permite lanzar y someterse mientras está de pie, similar a Sanda.
- Musti yuddha (también conocido como boxeo Miki) y Adithada: una forma de kickboxing de la India que utiliza golpes de rodilla, codo y cabezazos en el sur de kalaripayattu.
- Savate: un estilo de combate histórico de Francia que se desarrolló en el siglo 19.[20] Es conocido principalmente por sus técnicas de patadas en los pies.
- El Hopak de Combate Ucraniano: se basa principalmente en técnicas de puñetazos y patadas.
- La familia de deportes de kickboxing del sudeste asiático (también conocida como el término étnico neutral de "muay" en los Juegos del Sudeste Asiático.[21] incluyen:
  - Pradal Serey: similar al Muay Thai con énfasis en patear y el uso extensivo de técnicas de agarre para el codo (Ring-wise). También conocido como Kun Jemer.
  - Muay Boran (Boxeo antiguo): Predecesor del Muay Thai, permite el uso de cabezazos.
  - Kickboxing tailandés o Muay thai: el arte marcial tailandés moderno con un fuerte énfasis en los golpes de rodilla y codo.[22]
  - Lethwei o boxeo birmano: un arte marcial birmano tradicional del cual ahora se ha convertido en un evento popular de kickboxing con un fuerte énfasis en los cabezazos, las rodillas y los golpes de codo. No se utilizan guantes de boxeo. Cualquier parte del cuerpo puede ser utilizada para golpear y ser golpeada. Tampoco hay sistema de puntuación y el nocaut es la única forma de ganar un partido.
  - Muay Lao: Boxeo laosiano que es similar al Muay Thai[23]
  - Yaw-Yan:  Sayaw ng Kamatayan (Danza de la Muerte) es el nombre propio de Yaw-Yan, un arte marcial filipino desarrollado por Napoleón Fernández. El arte se asemeja al Muay Thai en cierto sentido, pero difiere en el movimiento de torsión de cadera, así como en la naturaleza de corte hacia abajo de sus patadas y con un fuerte énfasis en la entrega de ataques desde larga distancia.

## Historia

### Visión general

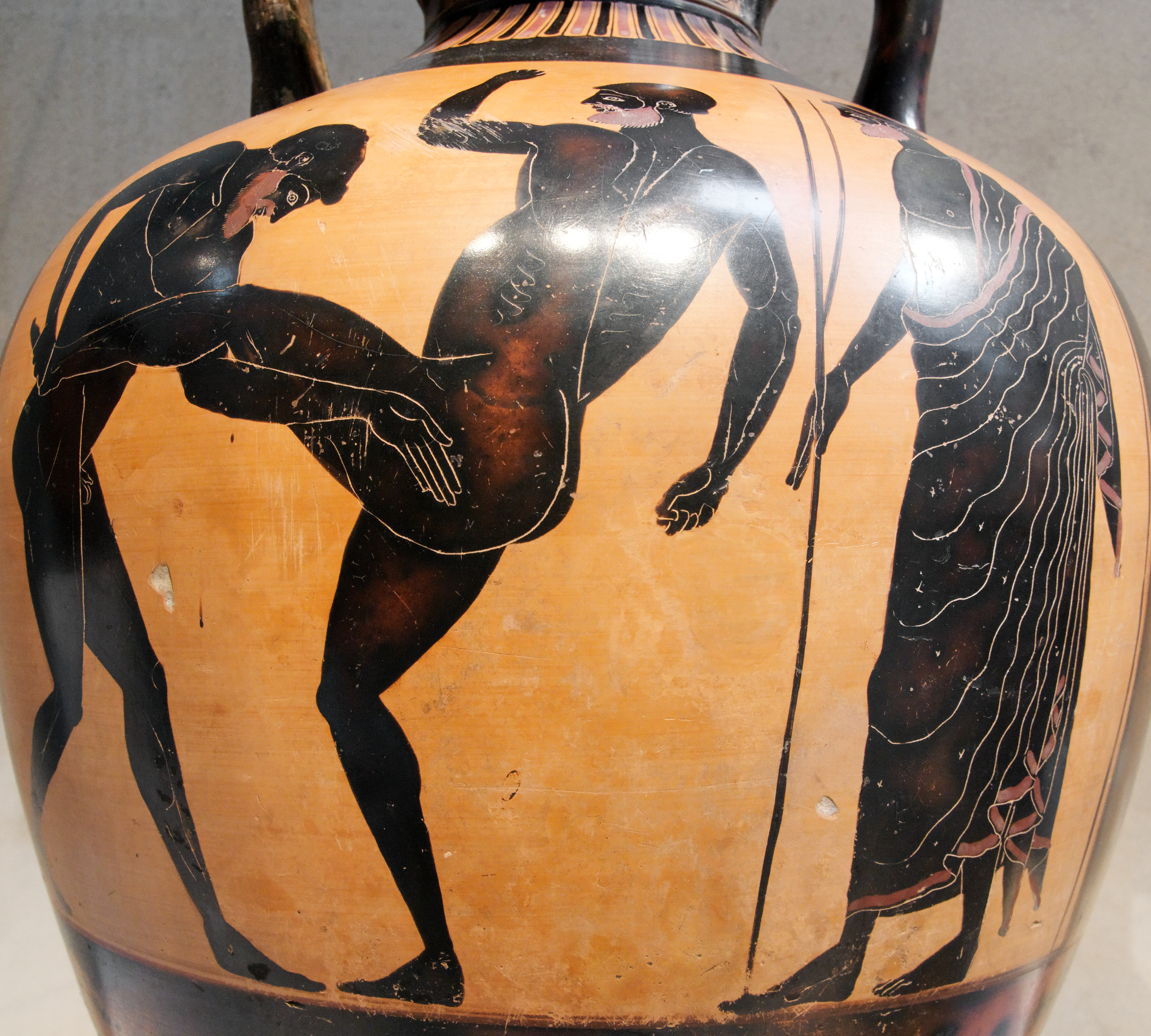
Pankratistas luchando bajo los ojos de un juez. Lado B de un ánfora de premio panatenaico, c. 500 a. C

Dado que el kickboxing es un término amplio, comprender la historia puede ser algo difícil, ya que el combate es una parte inherente del ser humano. Las patadas y los puñetazos como un acto de agresión humana probablemente han existido en todo el mundo desde la prehistoria.
La representación más antigua conocida de cualquier tipo de boxeo proviene de un relieve Sumerio, en Irak,  del 3.er milenio antes de Cristo. Formas de kickboxing ya existía en la antigua India. Las primeras referencias al musti-yuddha provienen de epopeyas védicas como el Ramayana y el Rig Veda, compiladas en la mitad del 2do milenio a.C. El Mahabharata describe a dos combatientes boxeando con los puños cerrados y luchando con patadas, golpes de dedos, golpes de rodilla y cabezazos. Mushti Yuddha viajó a lo largo de la Indosfera y ha sido un precedente y una fuerte influencia en muchas artes marciales famosas del sudeste asiático, como Muay thai, Muay Laos y Pradal Serey (de Camboya). 
En el Pankration griego, un arte marcial mixto de la antigua Grecia, se utilizaba una forma de kickboxing en su modalidad Anō Pankration, pudiendo utilizar cualquier extremidad para golpear. Además, se debate si las patadas estaban permitidas en el boxeo griego antiguo, y aunque hay alguna evidencia de patadas, esto es un tema de debate entre los académicos.
Sin embargo, fue durante la década de 1950 que un karateka japonés llamado Tatsuo Yamada estableció por primera vez un esquema de un nuevo deporte que combinaba karate y Muay thai.
Esto se exploró más a fondo a principios de la década de 1960, cuando comenzaron las competiciones entre karate y Muay thai, lo que permitió que se llevaran a cabo modificaciones de las reglas. A mediados de la década se celebraban en Osaka los primeros eventos con el término kickboxing.
En las décadas de 1970 y 1980, el deporte se había expandido más allá de Japón y había llegado a América del Norte y Europa. Fue durante este tiempo que se formaron muchos de los órganos de gobierno más prominentes.
- En Japón, el deporte fue muy popular y se transmitió regularmente en televisión antes de entrar en un período oscuro durante la década de 1980.
- En América del Norte, el deporte tenía reglas poco claras, por lo que el kickboxing y el karate de contacto completo eran esencialmente el mismo deporte.
- En Europa, el deporte encontró un éxito marginal, pero no prosperó hasta la década de 1990.

Desde la década de 1990, el deporte ha estado dominado principalmente por la promoción japonesa K-1, con algunas competiciones provenientes de otras promociones y en su mayoría órganos de gobierno preexistentes.
Junto con la creciente popularidad en la competencia, ha habido una mayor cantidad de participación y exposición en los medios de comunicación, el estado físico y la defensa personal.

### Japón

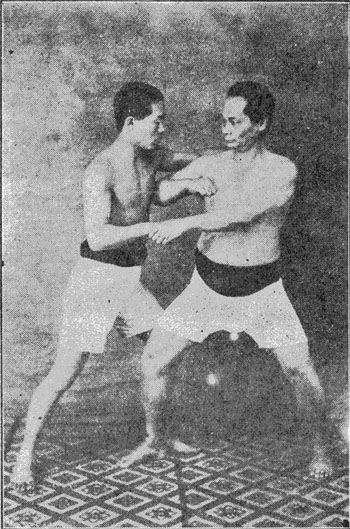
Tatsuo Yamada (izquierda) y su maestro Choki Motobu (derecha), 1926

El 20 de diciembre de 1959, se celebró un combate de Muay Thai entre combatientes tailandeses en el ayuntamiento de Asakusa en Tokio. Tatsuo Yamada, quien estableció "Nihon Kempo Karate-do", estaba interesado en muay thai porque quería realizar combates de karate con reglas de contacto completo, ya que a los practicantes no se les permitía golpearse a pleno contacto en los combates de karate. Ya había anunciado su plan que se llamó "El borrador de los principios del proyecto de establecimiento de un nuevo deporte y su industrialización" en noviembre de 1959, y propuso el nombre tentativo de "karate-boxeo" para este nuevo deporte. Todavía se desconoce si el Nak Muay fue invitado por Yamada, pero está claro que Yamada era el único karateka que estaba realmente interesado en el Muay Thai. Yamada invitó a un campeón Nak Muay (y anteriormente el compañero de combate de su hijo Kan Yamada), y comenzó a estudiar Muay Thai. En este momento, el luchador tailandés fue tomado por Osamu Noguchi, quien era un promotor del boxeo y también estaba interesado en el Muay Thai. La foto del luchador tailandés estaba en la revista "The Primer of Nihon Kempo Karate-do, el primer número" que fue publicado por Yamada.
Hubo "peleas de Karate vs. Muay Thai" el 12 de febrero de 1963. Los tres luchadores de karate del dojo Oyama (kyokushin más tarde) fueron al Estadio de Boxeo Lumpinee en Tailandia y lucharon contra tres luchadores de Muay Thai. Los tres luchadores de karate kyokushin se llaman Tadashi Nakamura, Kenji Kurosaki y Akio Fujihira (también conocido como Noboru Osawa). Del equipo de Muay Thai, se cree que solo uno de ellos era tailandés. Japón ganó por 2-1: Tadashi Nakamura y Akio Fujihira ganaron por KO a sus oponentes, mientras que Kenji Kurosaki sufrió KO por codo. El único perdedor japonés Kenji Kurosaki era entonces un instructor de kyokushin designado temporalmente como sustituto del luchador elegido ausente. En junio del mismo año, el karateka y futuro kickboxer Tadashi Sawamura se enfrentó al luchador tailandés Samarn Sor Adisorn, en el que Sawamura fue derribado 16 veces y derrotado. Sawamura usaría lo que aprendió en esa lucha para incorporarlo en los torneos de kickboxing en evolución.
Noguchi estudió Muay Thai y desarrolló un arte marcial combinado que Noguchi llamó kick boxing, que absorbió y adoptó más reglas que técnicas de Muay Thai. Las principales técnicas de kickboxing todavía se derivan del karate japonés de contacto completo (kyokushin). Sin embargo, los lanzamientos y los cabezazos se permitieron al principio para distinguirlo del Muay Thai. Esto fue derogado más tarde. La Asociación de Kickboxing, el primer organismo sancionador de kickboxing, fue fundada por Osamu Noguchi en 1966 poco después. Luego, el primer evento de kickboxing se celebró en Osaka el 11 de abril de 1966.
Tatsuo Yamada murió en 1967, pero su dojo cambió su nombre a Suginami Gym, y siguió enviando kickboxers para apoyar el kickboxing.
El kickboxing creció y se hizo popular en Japón cuando comenzó a transmitirse por televisión. En 1970, el kickboxing se transmitía en Japón en tres canales diferentes tres veces por semana. Las cartas de pelea regularmente incluían combates entre boxeadores japoneses (kickboxers) y tailandeses (Muay Thai). Tadashi Sawamura fue un kickboxer primerizo especialmente popular. En 1971 se estableció la All Japan Kickboxing Association (AJKA) y registró aproximadamente 700 kickboxers. El primer comisionado de AJKA fue Shintaro Ishihara, el gobernador de Tokio desde hace mucho tiempo. Los campeones estaban en cada división de peso desde el fly hasta el medio. El veterano Ilyushiner Noboru Osawa ganó el título de peso gallo de la AJKA, que mantuvo durante años. Raymond Edler, un estudiante universitario estadounidense que estudia en la Universidad sophia en Tokio, comenzó a practicar kickboxing y ganó el título de peso medio de AJKC en 1972; fue el primer no tailandés en ser clasificado oficialmente en el deporte del boxeo tailandés, cuando en 1972 Rajadamnern lo clasificó no. 3 en la división de peso medio. Edler defendió el título de All Japan varias veces y lo abandonó. Otros campeones populares fueron Toshio Fujiwara y Mitsuo Shima. En particular, Fujiwara fue el primer no tailandés en ganar un título oficial de boxeo tailandés, cuando derrotó a su oponente tailandés en 1978 en el Estadio Rajadamnern ganando la pelea por el campeonato de peso ligero.
En 1980, debido a los bajos índices de audiencia y luego a la cobertura televisiva poco frecuente, la edad de oro del kickboxing en Japón terminó repentinamente. El kickboxing no se había visto en la televisión hasta que K-1 fue fundado en 1993.
En 1993, cuando Kazuyoshi Ishii (fundador del karate Seidokaikan) produjo K-1 bajo reglas especiales de kickboxing (sin lucha de codo y cuello) en 1993, el kickboxing se hizo famoso nuevamente. A mediados de la década de 1980 hasta principios de la década de 1990, antes del primer k-1, Kazuyoshi Ishii también participó en la formación del karate de guante como un deporte amateur en Japón. El karate de guante se basa en las reglas de karate de derribo, pero usando guantes de boxeo y permitiendo golpes en la cabeza. En efecto, son reglas orientales de kickboxing con puntuación basada en derribos y agresión en lugar del número de golpes. A medida que K-1 creció en popularidad, el karate guante por un tiempo se convirtió en el deporte amateur de más rápido crecimiento en Japón.

### América del Norte

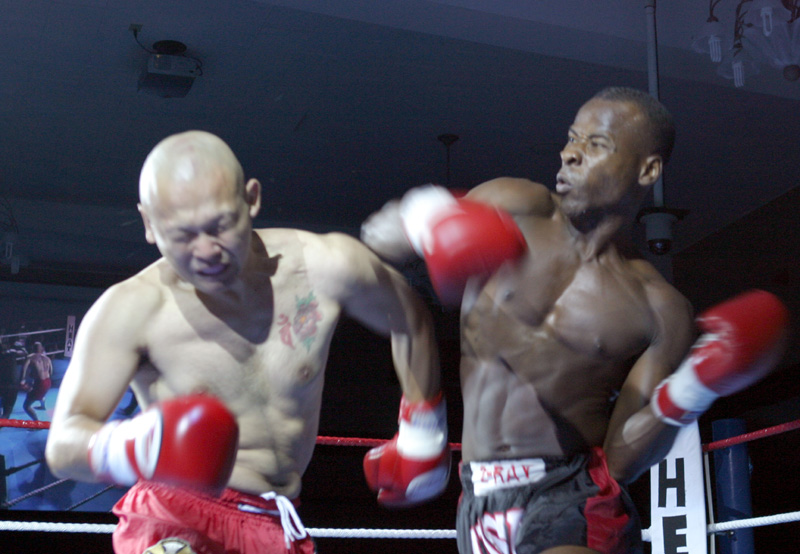
Golpe Hook

El Conde Dante, Ray Scarica y Maung Gyi celebraron los primeros torneos de artes marciales de estilo de contacto completo de estilo cruzado de los Estados Unidos ya en 1962. Entre 1970 y 1973 se llevaron a cabo un puñado de promociones de kickboxing en todo Estados Unidos. La primera pelea reconocida de este tipo ocurrió el 17 de enero de 1970, y se produjo cuando Joe Lewis, un estilista de Shorin Ryu que también había estudiado Jeet kune do con el legendario Bruce Lee, y destacado campeón en el circuito de torneos de Karate, se desilusionó con el formato de combate de puntos y buscó crear un evento que permitiera a los artistas marciales luchar hasta el knock out. Contando con la ayuda del promotor Lee Faulkner, entrenando en boxeo y combinando las técnicas de boxeo y Karate por primera vez en Estados Unidos, Lewis organizó la pelea para celebrarse en el primer Campeonato de Karate por Equipos Profesionales. Lewis se enfrentó al estilista de Kenpo Greg "Om" Baines, quien había derrotado a dos oponentes en años pasados. Lewis ganó la pelea por nocaut en el segundo asalto. El evento fue anunciado como "Contacto completo", pero los locutores se refirieron a él como Kickboxing, y las reglas incluían rodillas, codos y barridos.  Lewis defendería su título de campeón de peso pesado de Estados Unidos 10 veces, permaneciendo invicto hasta que regresó de su retiro. En los primeros días, las reglas nunca fueron claras; uno de los primeros torneos no tenía divisiones de peso y todos los competidores lucharon hasta que quedó uno. Durante este tiempo temprano, el kickboxing y el karate de contacto completo son esencialmente el mismo deporte.
La separación institucional del karate estadounidense de contacto completo del kickboxing ocurrió con la formación de la Asociación Profesional de Karate (PKA) en 1974 y de la Asociación Mundial de Kickboxing (WKA) en 1976. Fueron el primer cuerpo organizado de artes marciales a escala mundial para sancionar peleas, crear sistemas de clasificación e instituir un programa de desarrollo.
La Federación Internacional de Kickboxing (IKF) y la Asociación Internacional de Kickboxing Deportivo (ISKA) han sido las únicas organizaciones que han prosperado en la era moderna.
La Federación Internacional de Kickboxing (IKF) fue fundada en 1992 por Steve Fossum y Dan Stell. Stell finalmente renunció para volver a luchar mientras Fossum continuaba con la organización. En 1999 Fossum y Joe Taylor de Ringside Products crearon el primer torneo abierto amateur de América del Norte para Kickboxing y Muay Thai, ahora el IKF World Classic.
Después de terminar su aventura con K-1 en 2006, ISKA cooperó la Liga Mundial de Combate con Chuck Norris y Strikeforce MMA en asociación con Silicon Valley Entertainment (SVE), un grupo inversor que también posee los San Jose Sharks. Norris pasó la WCL a su yerno Damien Diciolli en 2007, y desde entonces se ha vuelto inactiva. Strikeforce MMA fue vendido a UFC en 2011.
La ISKA se expandió a las artes marciales deportivas (torneos) hace unos 15 años, y es un cooperador junto con WAKO y Global Marketing Ventures (GMV) en el Global Open World Tour (OWT), el primer circuito profesional mundial de competidores profesionales de karate deportivo. Sanciona y ayuda en el US Open anual y el Campeonato Mundial ISKA que ancla el OWT y el NASKA Tour con sede en América del Norte. El US Open & ISKA World Championships se transmite en vivo por ESPN2 y ESPN3 cada año.

### Europa

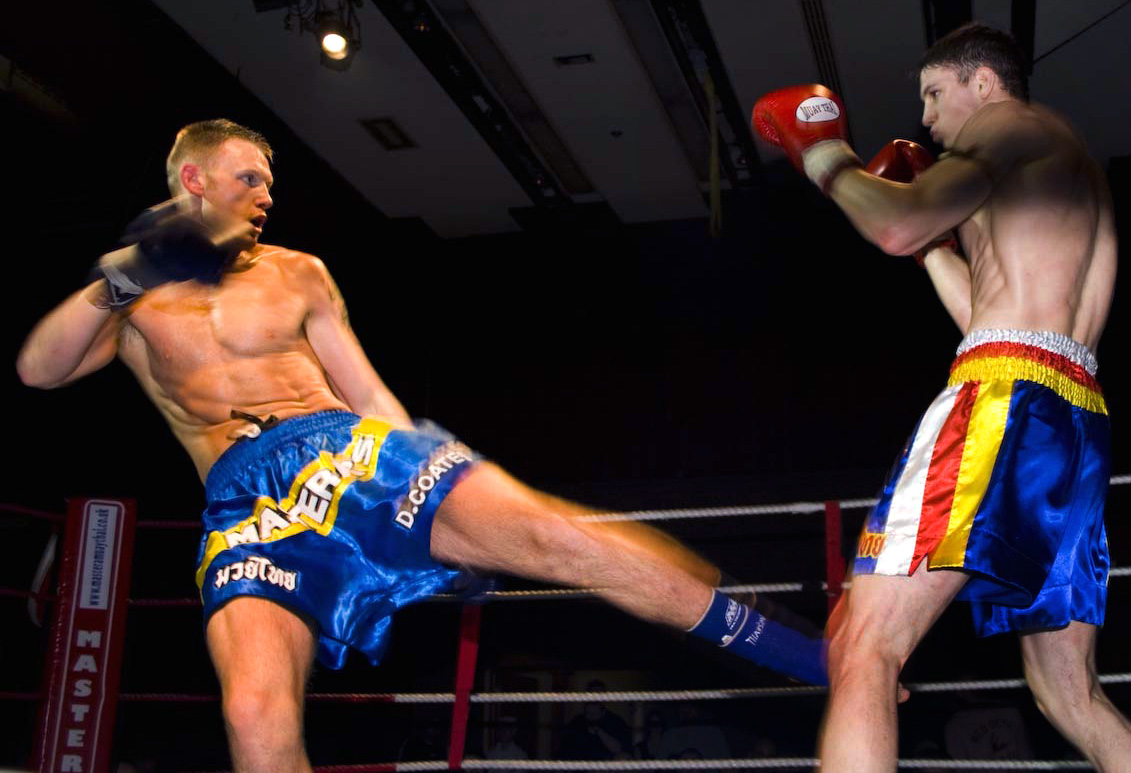
Patada baja (roundhouse kick)

En Alemania Occidental, el kickboxing de estilo estadounidense fue promulgado desde su creación en la década de 1970 por Georg F. Bruckner, quien en 1976 fue el cofundador de la Asociación Mundial de Organizaciones de Kickboxing. El término "kickboxing" tal como se usa en la Europa de habla alemana es, por lo tanto, principalmente sinónimo de kickboxing estadounidense. Las técnicas de codo y rodilla permitidas en el kickboxing japonés, por el contrario, se asociaron con el Muay Thai, y el kickboxing japonés pasó desapercibido en su mayoría en la Europa de habla alemana antes del lanzamiento de K-1 en 1993.
Los atletas holandeses han tenido mucho éxito en las competiciones de K-1. De los 19 títulos del campeonato mundial de K-1 Grand Prix emitidos de 1993 a 2012, 15 fueron para participantes holandeses (Peter Aerts, Ernesto Hoost, Remy Bonjasky, Semmy Schilt y Alistair Overeem). Los cuatro títulos restantes fueron ganados por Branko Cikatić de Croacia en 1993, Andy Hug de Suiza en 1996, Mark Hunt de Nueva Zelanda en 2001 y Mirko Filipović de Croacia en 2012.
Por el contrario, en los Países Bajos el kickboxing fue introducido en su forma japonesa, por Jan Plas y Thom Harinck, quienes fundaron NKBB (The Dutch Kickboxing Association) en 1976. Harinck también fundó la MTBN (Asociación Holandesa de Muay Thai) en 1983, y la WMTA (Asociación Mundial de Muay Thai) y la EMTA (Asociación Europea de Muay Thai) en 1984. Los gimnasios de kickboxing más prominentes de los Países Bajos, Mejiro Gym, Chakuriki Gym y Golden Glory, se derivaron o fueron influenciados significativamente por el kickboxing japonés y el karate kyokushin.

## Reglas
El kickboxing tiene una serie de conjuntos de reglas diferentes. Por ejemplo, las reglas / K-1 permiten puñetazos y el back punch o revés de Karate, patadas altas y bajas, barridos e incluso golpes de rodilla (al torso), mientras que el kickboxing estadounidense se limita a puñetazos y el back punch o revés de karate y patadas solo por encima del cinturón (patadas altas) y barridos.
En las primeras dos décadas del siglo 21, varias promociones de kickboxing más grandes como Glory, One Championship y Bellator Kickboxing han adoptado el conjunto de reglas K-1 / oriental, que permite golpes de rodilla (al torso) y clinch limitado, además de patadas y puñetazos y golpe de revés.

### Full Contact
Full Contact es esencialmente una mezcla de boxeo occidental y karate tradicional. Los kickboxers masculinos llevan el pecho desnudo con pantalones de kickboxing y equipo de protección que incluyen: protector bucal, envolturas de manos, guantes de boxeo de 10 oz (280 g), protector de la ingle, espinilleras y botas de patada y casco protector (para aficionados y menores de 16 años). Las mujeres kickboxers usarán un sostén deportivo y protección para el pecho, además de la ropa masculina / equipo de protección.
Los luchadores notables bajo reglas de contacto completo incluyen, Dennis Alexio, Joe Lewis, Rick Roufus, Jean-Yves Thériault, Benny Urquidez, Bill Wallace, Demetrius Havanas, Billy Jackson, Pete Cunningham y Don "The Dragon" Wilson
Reglas:
- A los oponentes se les permite golpearse entre sí con puñetazos y patadas, golpeando por encima de la cintura.
- Los codos y las rodillas están prohibidos.
- Las peleas de clinch y el agarre están prohibidas, los barridos son legales de arranque a arranque.
- Los combates suelen ser de 3 a 10 rondas (que duran 2 minutos cada una) con un descanso de 1 minuto entre rondas.

### Semi Contact
Semi Contact o Points Fighting es la variante del kickboxing americano más parecida al karate, ya que consiste en luchar con el propósito de anotar puntos con énfasis en la entrega, la velocidad y la técnica. Bajo tales reglas, las peleas se llevan a cabo en el tatami, presentando los cinturones para clasificar a los luchadores en orden de experiencia y habilidad. Los kickboxers masculinos usan camisas y pantalones de kickboxing, así como equipo de protección que incluye: protector bucal, envolturas de manos, 10 oz (280 g). guantes de boxeo, protector de la ingle, espinilleras, botas de patada y casco. Las kickboxers femeninas usarán un sostén deportivo y protección para el pecho, además de la ropa masculina / equipo de protección.
Los luchadores notables bajo reglas de semi-contacto incluyen a Raymond Daniels, Michael Page y Gregorio Di Leo.
Reglas:
- Los luchadores pueden anotar a través de puñetazos o patadas, golpeando por encima de la cintura y los pies, ejecutados por debajo del tobillo.
- Los puñetazos, patadas y barridos de pies se otorgan 1 punto. Las patadas en la cabeza o las patadas de salto al cuerpo se otorgan 2 puntos. Las patadas de salto a la cabeza se otorgan 3 puntos.
- Las patadas de gancho y las patadas de hacha están permitidas, pero deben ejecutarse con la planta del pie.
- El uso de las espinillas rara vez está permitido, excepto por las técnicas de salto y giro.
- Los codos, las rodillas y las cinturas dorsales giratorias están prohibidos.
- Las peleas de clinch, los lanzamientos y los barridos (con la excepción de los barridos de pies) están prohibidos.
- Los combates suelen ser de 3 rondas (que duran de 2 a 3 minutos cada una) con un descanso de 1 minuto entre rondas.[44]

### Internacional
Las reglas internacionales, o kickboxing de estilo libre (también conocido como Low Kick en los Estados Unidos), contrastan con las reglas de contacto completo en que también permite patadas bajas. Los kickboxers masculinos llevan el pecho desnudo con pantalones o pantalones cortos de kickboxing y equipo de protección que incluye: protector bucal, envolturas de manos, envolturas de espinillas, 10 oz (280 g). guantes de boxeo y protector de la ingle. Las kickboxers femeninas usarán un sostén deportivo y protección para el pecho, además de la ropa masculina / equipo de protección.
Los luchadores notables bajo reglas internacionales incluyen a Rick Roufus y Abraham Roqueñi y Badr Hari
Reglas:
- Los luchadores pueden golpear a su oponente con puñetazos y patadas, incluidas patadas por debajo de la cintura, excepto en la ingle.
- Los codos y las rodillas están prohibidos.
- Las peleas de clinch, los lanzamientos y los barridos están prohibidos.
- Los combates son de 3 a 5 rondas para aficionados y de 3 a 10 rondas para profesionales, todas las rondas duran de 2 a 3 minutos cada una. Cada ronda tiene un descanso de 1 minuto entre rondas.

### Muay Thai
Las reglas del Muay Thai, o boxeo tailandés, generalmente ven combates disputados durante rondas de 5, 3 minutos y luchadores masculinos con el pecho desnudo con pantalones cortos y equipo de protección que incluyen: protector bucal, envolturas de manos, envolturas de espinillas, guantes de boxeo de 11 oz (300 g), protector de la ingle y, a veces, brazaletes de prajioud. Se utilizan guantes de 4 oz estilo MMA, de dedos abiertos. Las mujeres Thaiboxers usarán un sostén deportivo y protección para el pecho, además de la ropa masculina / equipo de protección. Muay Thai es único en el sentido de que es el único estilo de kickboxing que permite codos, rodillas, peleas de clinch, lanzamientos, barridos y patadas bajas. Los golpes en la ingle se permitieron hasta la década de 1980 en el Muay Thai internacional y todavía están parcialmente permitidos en la propia Tailandia (aunque los boxeadores usan copas para disminuir el impacto). Patadas en la mitad del cuerpo y la cabeza se puntúan altamente generando una gran cantidad de puntos en las tarjetas de puntuación de los jueces. Además, la patada todavía se juzga altamente incluso si la patada fue bloqueada. En contraste, golpear vale menos puntos.
Los luchadores notables bajo las reglas de Muay Thai incluyen Apidej Sit Hrun, Buakaw Por. Pramuk, Changpuek Kiatsongrit, Rob Kaman, Rodtang Jitmuangnon, Ramon Dekkers, Coban Lookchaomaesaitong, Dieselnoi Chor Thanasukarn, Saenchai P.K. Saenchaimuaythaigym, Samart Payakaroon y Yodsanklai Fairtex.
Reglas:
- Los luchadores pueden golpear a su oponente con puñetazos, patadas, incluidas patadas por debajo de la cintura, los codos y las rodillas.
- Se permiten peleas de clinch, lanzamientos y barridas.[46][47][48]
- Los combates son generalmente rondas de 5, 3 minutos con 2 minutos de descanso en el medio, pero se usan peleas de 3 rondas.

### Reglas neerlandesas
Las reglas neerlandesas (a veces denominadas Kickboxing nerlandés) fueron las primeras acuñadas cuando el deporte del Muay Thai se introdujo por primera vez en los Países Bajos en 1975. Las reglas europeas comenzaron a ser desarrolladas por el Netherland Kick Boxing Bond en la década de 1970 cuando el difunto Jan Plas trajo el deporte de Japón a su país natal. La principal diferencia entre las reglas europeas de Muay Thai y las reglas completas de Muay Thai fue la prohibición de los golpes de codo y los golpes limitados de rodillas (solo al cuerpo). Sin embargo, se permitieron los codos cuando ambas partes lo acuerdan. Estos cambios tenían como objetivo reducir las lesiones y hacer que los combates fueran más accesibles para los televidentes. Al igual que la contraparte tailandesa, las peleas se acompañan con la música tradicional tailandesa durante una batalla. Las reglas europeas de Muay Thai fueron fundamentales para el desarrollo de las reglas K-1.

### Reglas orientales o K-1
Las reglas orientales (también conocidas como reglas K-1 o reglas unificadas, y a veces denominadas Kickboxing japonesas) fue el primer deporte de combate que adoptó el nombre de "kickboxing" en 1966, más tarde denominado "kickboxing japonés" como un retronym. Desde la década de 1990, muchas de las mayores promociones de kickboxing como K-1, ONE Championship, Glory y Bellator Kickboxing adoptaron este conjunto de reglas. Las reglas orientales comenzaron a ser desarrolladas por el promotor de boxeo japonés Osamu Noguchi y el practicante de Karate Tatsuo Yamada, e inicialmente fue pensado como una mezcla de Karate y Muay Thai, pero más tarde se vio afectado también por las reglas holandesas. , que se instalaron por primera vez en los Países Bajos en la década de 1970. La principal diferencia entre el Muay Thai y el Kickboxing Oriental fue la prohibición de los golpes de codo y los derribos (barridos y lanzamientos). Además, la cantidad de peleas de clinch se reduce drásticamente. Estos cambios tenían como objetivo reducir las lesiones y hacer que los combates fueran más accesibles para los televidentes. Los combates de reglas orientales se peleaban tradicionalmente en rondas de 5, 3 minutos, pero los combates de 3 rondas se han vuelto populares desde entonces. Los kickboxers masculinos llevan el pecho desnudo con pantalones cortos (aunque se han usado pantalones y gis de karate) y equipo de protección que incluye: protector bucal, envolturas de manos, envolturas de espinillas, guantes de 10 oz (280 g).
Los luchadores notables bajo las reglas de K-1 incluyen a Semmy Schilt, Ernesto Hoost, Albert Kraus, Masato, Peter Aerts, Remy Bonjasky, Giorgio Petrosyan, Buakaw y Andy Souwer.
Reglas:
- Los luchadores pueden golpear a su oponente con puñetazos, patadas y rodillas, incluidas patadas por debajo de la cintura, excepto en la ingle.
- Los golpes de codo están prohibidos.
- Se permite la lucha de clinch limitada.
- No se permiten lanzamientos ni barridos
- Los combates son de 3 a 5 rondas (que duran 3 minutos cada una) con un descanso de 1 minuto entre rondas.

### Sanda
Sanda o Sanshou (también conocido como boxeo chino y kickboxing chino) es una forma de kickboxing desarrollada originalmente por el ejército chino basada en el estudio y las prácticas del Kung fu tradicional y las técnicas modernas de lucha de combate; combina el kickboxing tradicional, que incluye golpes y patadas sucesivas a corta distancia y rápidos, con lucha, derribos, lanzamientos, barridos, capturas de patadas y, en algunas competiciones, incluso golpes de codo y rodilla. Los luchadores masculinos llevan el pecho desnudo con pantalones cortos y equipo de protección que incluye: protector bucal, envolturas de manos, guantes de boxeo de 10 oz (280 g) y protector de la ingle. Las kickboxers femeninas usarán un sostén deportivo y protección para el pecho, además de la ropa masculina / equipo de protección.
Los luchadores notables bajo las reglas de Sanshou incluyen Wei Rui, Fang Bian, Jia Aoqi, Muslim Salikhov, Pat Barry, Zhang Tiequan, Liu Hailong, Cung Le, Shahbulat Shamhalaev y Shamil Zavurov.
Reglas:
- Los luchadores pueden golpear a su oponente con puñetazos y patadas, incluidas patadas por debajo de la cintura, a excepción de la ingle.
- Los codos y las rodillas están prohibidos (con la excepción de algunas competiciones).
- Se permiten peleas de clinch, lanzamientos y barridas.
- Los combates son de 5 rondas (que duran 3 minutos cada una) con un descanso de 1 minuto entre rondas.

### Shootboxing
Shootboxing (también conocido como Standing Vale Tudo) es un estilo único de kickboxing popular en Japón que utiliza sumisiones de pie como estrangulamientos, bloqueos de brazos y muñequeras, además de patadas, puñetazos, rodillas y lanzamientos. Los luchadores masculinos llevan el pecho desnudo con pantalones ajustados a la piel y equipo de protección que incluye: protector bucal, envolturas de manos, guantes de boxeo de 10 oz (280 g) y protector de la ingle. Las kickboxers femeninas usarán un sostén deportivo y protección para el pecho, además de la ropa masculina / equipo de protección.
Los luchadores notables bajo las reglas de shootboxing incluyen a Rena Kubota, Kenichi Ogata, Hiroki Shishido, Ai Takahashi y Andy Souwer.
Reglas:
- Los oponentes pueden golpearse entre sí con puñetazos, patadas, incluidas patadas por debajo de la cintura, excepto la ingle y las rodillas.
- Los codos están prohibidos (desde 2001).
- Se permiten peleas de clinch, lanzamientos y barridas.
- Se permiten sumisiones.
- Los combates son de 3 rondas (que duran 3 minutos cada una) con un descanso de 1 minuto entre rondas.

### Lethwei
Lethwei es un tipo de kickboxing originario de Myanmar que cuenta con reglas mínimas y equipo de protección. Lethwei no solo permite el uso de cabezazos, sino que en realidad lo enfatiza, y los luchadores no usan guantes. Los combates solo se pueden ganar con un nocaut, ya sea un adecuado o un técnico. Excepcionalmente, después de un nocaut y dos minutos de descanso, el luchador noqueado aún puede optar por continuar la pelea una vez, a menos que sea noqueado en el asalto final. No hay puntos; si no ocurre ningún nocaut antes del final del quinto asalto, la pelea se declara un empate. Los luchadores masculinos tienen el pecho desnudo y usan pantalones cortos. El equipo de protección consiste en un protector bucal, un protector de la ingle y envolturas alrededor de las manos y los pies. Las luchadoras usan un sostén deportivo y protección para el pecho, además de la ropa masculina y el equipo de protección.
Los luchadores notables bajo las reglas de Lethwei incluyen a Soe Lin Oo, Tun Tun Min, Dave Leduc, Too Too y Cyrus Washington.
Reglas:
- Los oponentes pueden golpearse entre sí con puñetazos, patadas, incluidas patadas por debajo de la cintura, codos, rodillas y cabezazos.
- Se permiten peleas de clinch, lanzamientos y barridas.
- Los combates son de 5 rondas (que duran 3 minutos cada una) con un descanso de 2 minutos entre rondas.

## Técnicas

### Puñetazos
Las técnicas de punzonado son muy idénticas a los golpes de boxeo, incluyendo
- Jab – golpe directo de la mano delantera. El brazo se extiende desde el lado del torso que se gira rápidamente al mismo tiempo que esta acción. Un jab puede estar dirigido a la cabeza o el cuerpo de un oponente, y a menudo se usa junto con el golpe "cross".
- Cross – golpe recto de la mano trasera
- Gancho – golpe redondeado a la cabeza o al cuerpo en un movimiento de arco, generalmente no anotado en puntos de puntuación.
- Uppercut – golpe ascendente golpeando la barbilla
- Golpe recto corto que generalmente golpea la barbilla
- La cintura trasera generalmente de la mano delantera, el puño trasero inverso y el puño trasero giratorio, ambos generalmente de la mano trasera, son golpes en la cabeza, levantando el brazo y doblando el brazo en el codo y luego enderezando el brazo rápidamente para golpear hacia el lado de la cabeza con la parte posterior de los nudillos.
- Flying-punch/Superman Punch-- golpeando generalmente desde la mano trasera, el combatiente salta sobre el pie delantero, pateando hacia atrás con el pie trasero y simultáneamente extendiendo la mano trasera como un puñetazo, en forma de "superhombre" volando por el cielo.
- El contador cruzado es un contragolpe que comienza inmediatamente después de que un oponente lanza un jab, explotando la abertura en la posición del oponente.
- Overhand (sobrecorte o caída): un golpe semicircular y vertical lanzado con la mano trasera. Por lo general, se realiza cuando el oponente se balancea o se resbala. La utilidad estratégica de la gota que depende del peso corporal puede ofrecer una gran cantidad de potencia.
- Golpe de bolo: una combinación de un amplio uppercut / cruz derecha / swing que se entregó aparentemente desde el piso
- Medio gancho: una combinación de un jab / gancho ancho o cross / gancho
- Medio swing – una combinación de un gancho ancho / swing

### Patadas

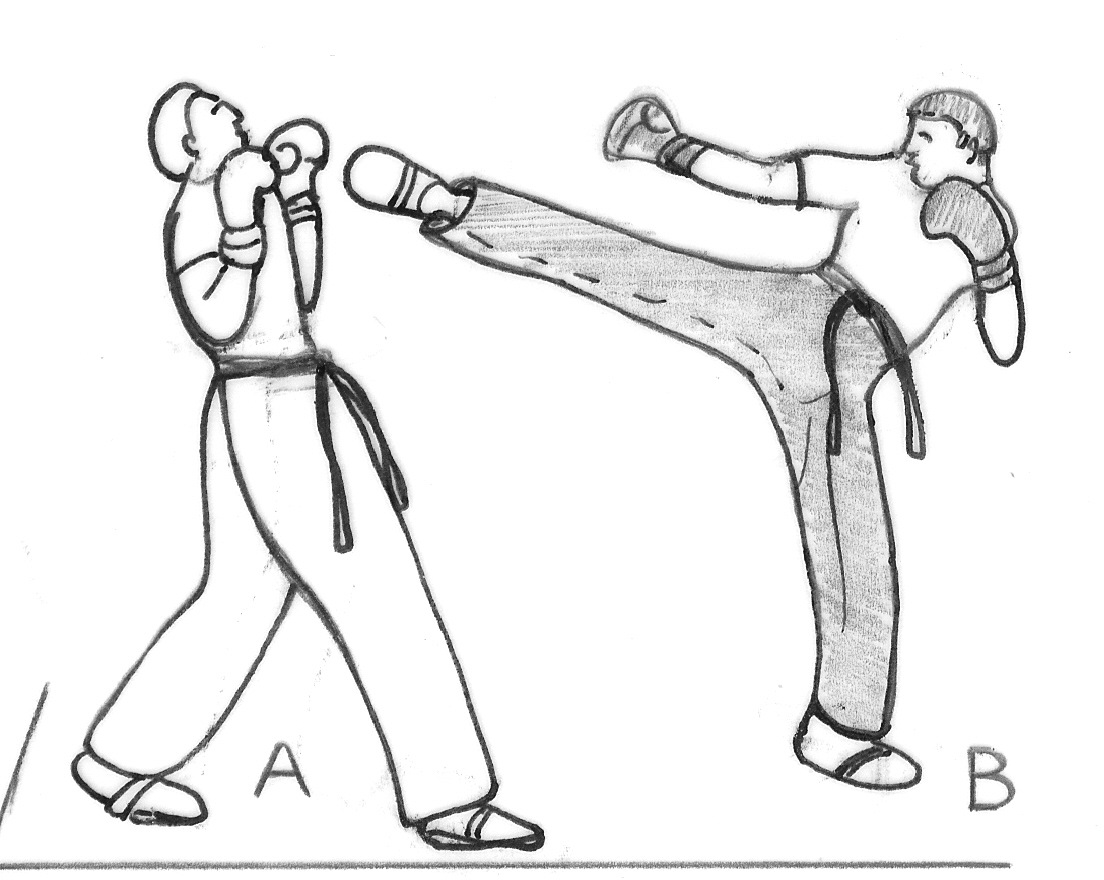
Patada circular

Las técnicas estándar de patada son:
- Roundhouse kick o patada circular – golpear con la parte delantera del pie o la espinilla de la cabeza o el cuerpo en un movimiento de corte
- Patada frontal o Patada de empuje / Patada alta – Golpear la cara o el pecho con las bolas del pie
- Patada lateral– Golpear con el talón del pie con la pierna paralela al suelo, se puede realizar ya sea en la cabeza, la pierna o el cuerpo
- Patada semicircular o patada redonda de cuarenta y cinco grados

Hay una gran cantidad de técnicas de patadas especiales o variantes, que incluyen patadas giratorias, patadas de salto y otras variantes como:
- Patada de gancho (patada de talón): extender la pierna hacia un lado del cuerpo y enganchar la pierna hacia atrás para golpear la cabeza con el talón o la suela
- Patada de media luna y patada de media luna hacia adelante
- Patada de hacha: es una patada de pisotón o patada de hacha. La patada de pisotón normalmente viaja hacia abajo, golpeando con el talón lateral o base (típicamente el talón base)
- Patada hacia atrás: se entrega con el talón base del pie.
- Barrido: un pie o ambos pies de un oponente pueden ser barridos dependiendo de su posición, equilibrio y fuerza.

Las versiones giratorias de las patadas de espalda, costado, gancho y hacha también se pueden realizar junto con versiones de salto de todas las patadas.

### Golpes de rodilla y codo
Las técnicas de rodilla y codo en el kickboxing japonés, indicativo de su herencia Muay Thai, son la principal diferencia que separa este estilo de otras reglas de kickboxing.
- Rodilla recta (patada de rodilla de largo alcance o patada de talón delantero). Este golpe de rodilla se entrega con la espalda o el pie invertido contra el estómago, la ingle, la cadera o la columna vertebral de un oponente hacia adelante por el cuello, el hombro o el brazo.
- Rodilla voladora: se puede entregar con el pie delantero o trasero. Hace un chasquido explosivo hacia arriba para golpear la cara, la barbilla, la garganta o el pecho de un oponente.
- Rodilla de gancho: se puede entregar con el pie delantero o trasero. Hace girar un semicírculo y golpea los lados de un oponente.
- Rodilla lateral: es una técnica de rodilla altamente engañosa utilizada en la lucha a corta distancia. La rodilla se levanta hasta los dedos de los pies o se levanta, y se rompe a izquierda y derecha, golpeando las articulaciones sensibles de la rodilla de un oponente, el interior de los muslos, la ingle.
- Codo lateral: codo más comúnmente utilizado, comúnmente visto en peleas de boxeo tailandesas
- Codo hacia arriba: se usa en el clinch para golpear la nariz, la barbilla o ambos del oponente
- Codo hacia abajo: se usa como reemplazo de una mano que golpea hacia abajo desde justo debajo de la frente hasta la barbilla

### Defensa
Hay tres posiciones defensivas principales (guardias o estilos) utilizadas en el kickboxing. Dentro de cada estilo, hay una variación considerable entre los luchadores, ya que algunos luchadores pueden tener su guardia más alta para una mayor protección de la cabeza, mientras que otros tienen su guardia más baja para proporcionar una mejor protección contra los golpes corporales. Muchos luchadores varían su estilo defensivo a lo largo de un combate con el fin de adaptarse a la situación del momento, eligiendo la posición más adecuada para protegerlos.
- Deslizamiento: el deslizamiento gira ligeramente el cuerpo para que un golpe entrante pase inofensivamente al lado de la cabeza. A medida que llega el golpe del oponente, el boxeador gira bruscamente las caderas y los hombros. Esto gira la barbilla hacia los lados y permite que el golpe se "deslice". Muhammad Ali era famoso por sus resbalones extremadamente rápidos y cercanos.
- Balanceo: el balanceo mueve la cabeza lateralmente y debajo de un golpe entrante. A medida que llega el golpe del oponente, el kickboxer dobla las piernas rápidamente y simultáneamente cambia el cuerpo ligeramente hacia la derecha o hacia la izquierda. Una vez que se ha evadido el puñetazo, el kickboxer "teje" de nuevo a una posición vertical, emergiendo en el exterior o en el interior del brazo aún extendido del oponente. Moverse fuera del brazo extendido del oponente se llama "balanceo hacia el exterior". Moverse dentro del brazo extendido del oponente se llama "balanceo hacia el interior".
- Bloqueo – el bloqueo utiliza las manos del kickboxer como herramientas defensivas para desviar los ataques entrantes. A medida que llega el golpe del oponente, el boxeador da un golpe agudo, lateral y con las manos abiertas a la muñeca o el antebrazo del oponente, redirigiendo el golpe.
- El encubrimiento: cubrirse es la última oportunidad para evitar un golpe entrante a una cara o cuerpo desprotegido. En términos generales, las manos se mantienen en alto para proteger la cabeza y la barbilla y los antebrazos se meten contra el torso para impedir las tomas corporales. Al proteger el cuerpo, el kickboxer gira las caderas y deja que los golpes entrantes "rueden" fuera de la guardia. Para proteger la cabeza, el kickboxer presiona ambos puños contra la parte frontal de la cara con los antebrazos paralelos y hacia afuera. Este tipo de guardia es débil contra los ataques desde abajo.
- El clinch – Clinching es una forma de agarre de pie y ocurre cuando la distancia entre ambos luchadores se ha cerrado y no se pueden emplear golpes rectos. En esta situación, el kickboxer intenta sostener o "atar" las manos del oponente o entrar en posición de lucha libre en el cuello. De una manera para realizar un clinch, el kickboxer hace girar ambas manos alrededor del exterior de los hombros del oponente, recogiendo debajo de los antebrazos para agarrar los brazos del oponente con fuerza contra su propio cuerpo. En esta posición, los brazos del oponente están inmovilizados y no se pueden usar para atacar. Otras formas de clinch implican obtener el control del cuello de los oponentes mediante corbata de cuello o la parte superior del cuerpo por debajo de los ganchos, y el bloqueo del cuerpo. A menudo es en el clinch donde se utilizan técnicas de rodilla, codo, barrido y lanzamiento.

## Daño cerebral y CTE
Dejar a una persona inconsciente o incluso causar una conmoción cerebral puede causar daño cerebral permanente. No hay una división clara entre la fuerza requerida para noquear a una persona y la fuerza que probablemente mate a una persona. Además, los deportes de contacto, especialmente los deportes de combate, están directamente relacionados con una enfermedad cerebral llamada encefalopatía traumática crónica, abreviada CTE. Esta enfermedad comienza a desarrollarse durante la vida del atleta y continúa desarrollándose incluso después de que la actividad deportiva haya cesado. Además, los golpes repetitivos y sub-conmocionales en la cabeza, y no solo las conmociones cerebrales, causan CTE.